# Schlieffen
Schlieffen – rodzina szlachecka pochodząca z Pomorza oraz nazwa jej herbu własnego z nobilitacji.

## Opis herbu
Opis herbu z wykorzystaniem klasycznych zasad blazonowania:
W polu błękitnym, dwudzielnym w pas, od czoła lew wyskakujący barwy naturalnej między zielonymi wzgórzami. Od podstawy mąż od pasa w szacie czerwonej i takiejż czapce. Klejnot: nieznany. Labry nieznane.
Opis ten pochodzi od Józefa Szymańskiego, który jednak w rysunku kilka stron dalej pomija wzgórza.

## Najwcześniejsze wzmianki
Nadany Lampartowi Schlieffen, opatowi Cystersów w Oliwie i jego braciom Jakubowi, Jerzemu i Wigboldowi 19 czerwca 1555.

## Herbowni
Ponieważ herb Schlieffen był herbem własnym, prawo do posługiwania się nim przysługuje tylko jednemu rodowi herbownemu:
Schlieffen.